# Langá (Réthymnon)
Langá, en grec moderne : Λαγκά, est un village du dème de Mylopótamos, en Crète, en Grèce. Selon le recensement de 2011, la population de Langá compte 40 habitants. Il est situé à une altitude de 280 m et à une distance de 27 km de Réthymnon.

## Recensements de la population
| Recensements | 1900 | 1920 | 1928 | 1940 | 1951 | 1961 | 1971 | 1981 | 1991 | 2001 | 2011 |
| ------------ | ---- | ---- | ---- | ---- | ---- | ---- | ---- | ---- | ---- | ---- | ---- |
| Population   | 116  | 128  | 149  | 140  | 139  | 112  | 77   | 68   | -    | 71   | 40   |